# Steinerner Hirsch

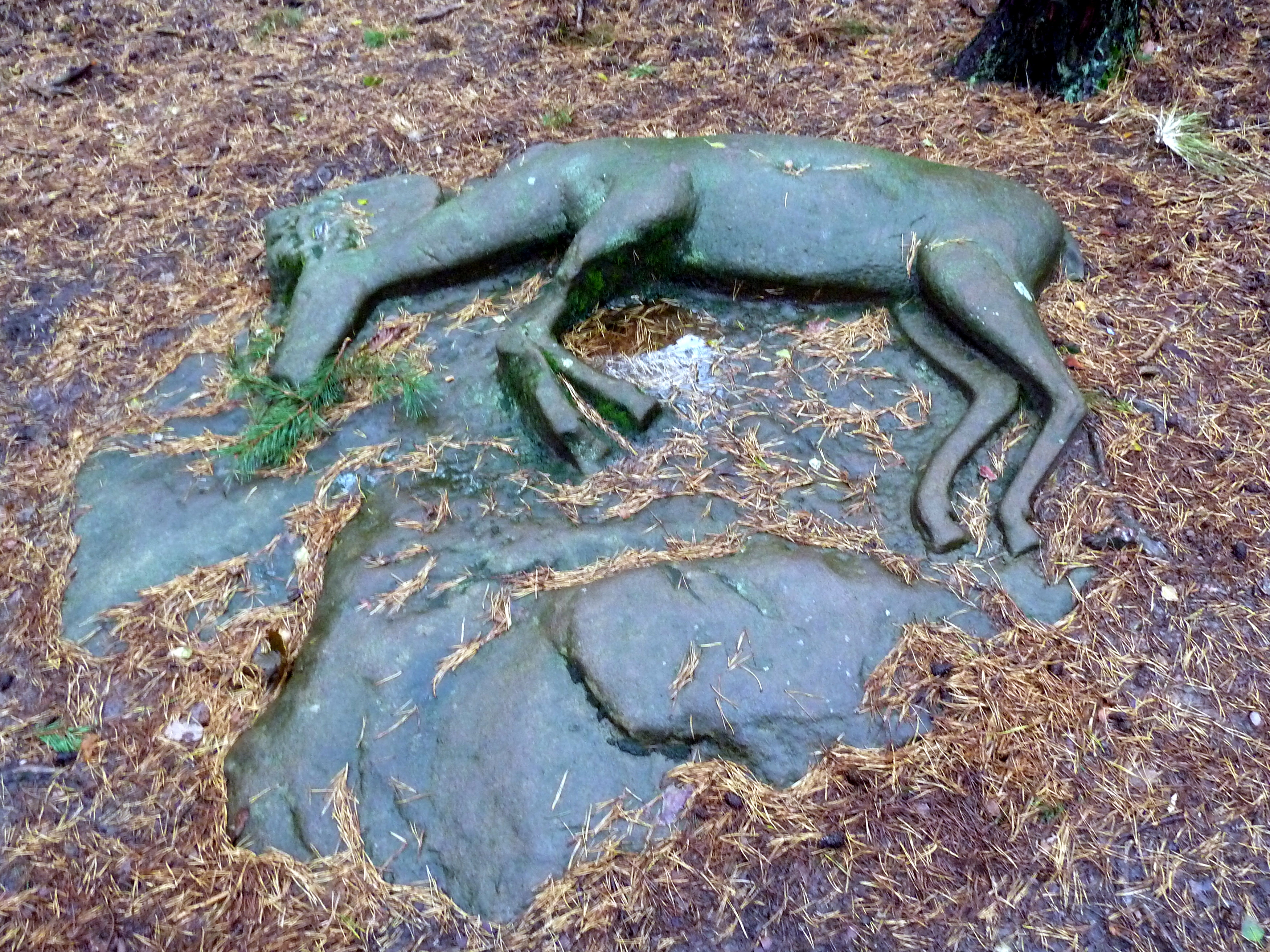
Felsrelief Steinerner Hirsch auf dem Wolfsberg

Der Steinerne Hirsch ist ein denkmalgeschütztes Hochrelief im Pfälzerwald. Es wurde in Sandstein gehauen und zeigt einen toten Hirsch.

## Lage
Das Relief befindet sich innerhalb der Haardt, wie der Ostrand des Pfälzerwald genannt wird, an der Nordostflanke des Wolfsberg auf der Gemarkung der kreisfreien Stadt Neustadt an der Weinstraße in 415 Metern Höhe und gehört zu deren Ortsbezirk Haardt. Das Siedlungsgebiet des letzteren beginnt rund zwei Kilometer östlich.

## Geschichte
Friedrich Bauer aus Haardt, das damals eine selbständige Gemeinde war, erlegte 1866 den – gemäß der damaligen Kunde – letzten Rothirsch aus dem näheren Einzugsgebiet der Gegend. Daraufhin schuf im selben Jahr der vor Ort ansässige Bildhauer Philipp Steger das Relief.

## Tourismus
Am Steinernen Hirsch vorbei führen die vierte Etappe des Prädikatswanderwegs Pfälzer Weinsteig sowie ein weiterer Wanderweg, der mit einem roten Punkt gekennzeichnet ist und von Hertlingshausen nach Petit Wingen verläuft.